# Bhimavaram

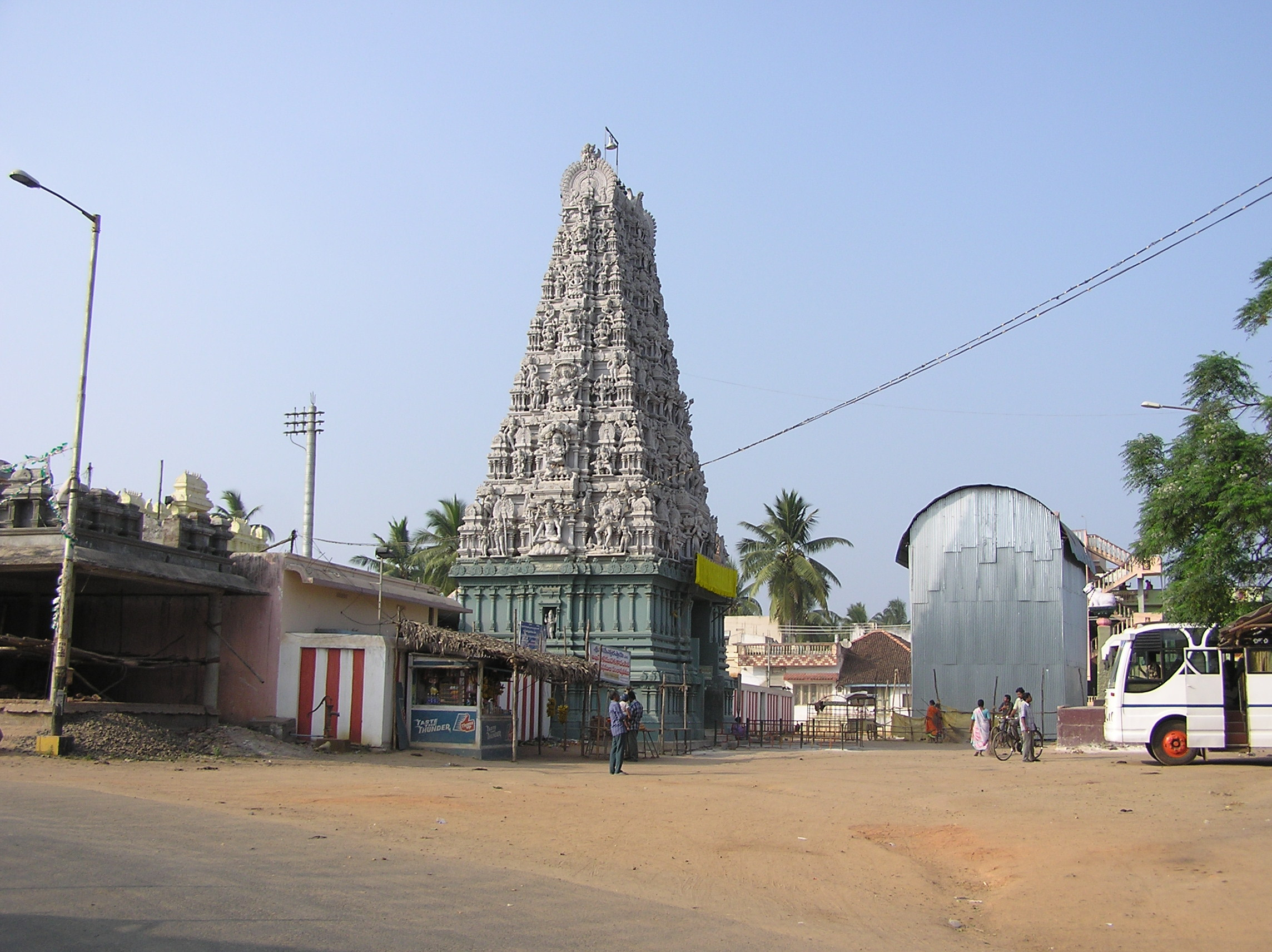
Tempel i Bhimavaram.

Bhimavaram är en stad i delstaten Andhra Pradesh i Indien, och tillhör distriktet West Godavari. Folkmängden uppgick till 142 184 invånare vid folkräkningen 2011, med förorter 146 961 invånare.